# Особиста зброя збройних сил США
Список особистої зброї Збройних сил США — перелік особистої зброї особового складу військовослужбовців, що знаходиться на військовій службі в Збройних силах Сполучених Штатів Америки.

## Холодна зброя
| Зовнішні зображення | Зовнішні зображення |
| ------------------- | ------------------- |
|                     | Mark 3 Knife        |

| Зовнішні зображення | Зовнішні зображення |
| ------------------- | ------------------- |
|                     | M4 Bayonet          |

## Пістолети
| Зовнішні зображення | Зовнішні зображення |
| ------------------- | ------------------- |
|                     | Colt OHWS           |

| Зовнішні зображення | Зовнішні зображення |
| ------------------- | ------------------- |
|                     | Colt SCAMP          |

| Зовнішні зображення | Зовнішні зображення |
| ------------------- | ------------------- |
|                     | Gyrojet             |

| Зовнішні зображення | Зовнішні зображення |
| ------------------- | ------------------- |
|                     | Colt M1889          |

| Зовнішні зображення | Зовнішні зображення |
| ------------------- | ------------------- |
|                     | Colt M1892          |

| Зовнішні зображення | Зовнішні зображення    |
| ------------------- | ---------------------- |
|                     | Colt Model 1905 Marine |

| Зовнішні зображення | Зовнішні зображення |
| ------------------- | ------------------- |
|                     | Mk 1                |

## Гранати
| Назва                                          | Фото                                                   | Тип                        | На озброєнні |          |
| У вжитку                                       | У вжитку                                               | У вжитку                   | У вжитку     | У вжитку |
| ---------------------------------------------- | ------------------------------------------------------ | -------------------------- | ------------ | -------- |
| M67                                            |                                                        | ручна граната              |              |          |
| AN-M8                                          |                                                        | димова граната             |              |          |
| AN-M8                                          |                                                        | димова граната білого диму |              |          |
| M14 TH3                                        | Зовнішні зображення AN-M14 TH3 incendiary hand grenade | запалювальна граната       |              |          |
| M84                                            |                                                        | світлошумова граната       |              |          |
| Зняті з озброєння, застарілі, експериментальні |                                                        |                            |              |          |
| M61                                            |                                                        | ручна граната              |              |          |
| Mk 2                                           |                                                        | оборонна ручна граната     | 1918-1960-ті |          |
| Ketchum                                        |                                                        | ручна граната              | 1860-ті      |          |
| T13 Beano                                      |                                                        | ручна граната              | 1940-ві      |          |
| M1916 Billant Fuse                             |                                                        | ручна граната              | 1915-1946    |          |
| Зовнішні зображення                            |                                                        |                            |              |          |
|                                                | AN-M14 TH3 incendiary hand grenade                     |                            |              |          |

## Нелетальна зброя
| Назва    | Фото     | Тип                   | Калібр   | На озброєнні        |          |
| У вжитку | У вжитку | У вжитку              | У вжитку | У вжитку            | У вжитку |
| -------- | -------- | --------------------- | -------- | ------------------- | -------- |
| FN 303   |          | зброя нелетальної дії | 17,3 мм  | Армія, ПС, КМП, ВМС |          |

## Автоматична особиста зброя

### Комплекси стрілецької зброї
| Назва     | Фото     | Тип                        | Калібр                           | На озброєнні      |          |
| У вжитку  | У вжитку | У вжитку                   | У вжитку                         | У вжитку          | У вжитку |
| --------- | -------- | -------------------------- | -------------------------------- | ----------------- | -------- |
| XM8       |          | комплекс стрілецької зброї | 5,56×45 мм НАТО                  | експериментальний |          |
| XM29 OICW |          | комплекс стрілецької зброї | 5,56×45 мм НАТО/гранати 20×85 мм | експериментальний |          |
| SPIW      |          | комплекс стрілецької зброї | 12 gauge/5,6×53-мм               | експериментальний |          |
| Stoner 63 |          | комплекс стрілецької зброї | 5,56×45 мм НАТО                  | 1963-1964         |          |

### Автоматичні гвинтівки
| Назва                                          | Фото            | Тип                           | Калібр          | На озброєнні            |          |
| У вжитку                                       | У вжитку        | У вжитку                      | У вжитку        | У вжитку                | У вжитку |
| ---------------------------------------------- | --------------- | ----------------------------- | --------------- | ----------------------- | -------- |
| M16A4                                          |                 | автоматична гвинтівка         | 5,56×45 мм НАТО | КМП, Армія              |          |
| M16A2                                          |                 | автоматична гвинтівка         | 5,56×45 мм НАТО | Армія, ПС, БО, КМП, ВМС |          |
| M16A3                                          |                 | автоматична гвинтівка         | 5,56×45 мм НАТО | Seabee, SEAL            |          |
| В окремих підрозділах                          |                 |                               |                 |                         |          |
| M27 IAR                                        |                 | автоматична гвинтівка         | 5,56×45 мм НАТО | КМП                     |          |
| Mk 16 Mod 0                                    |                 | бойова штурмова гвинтівка ССО | 5,56×45 мм НАТО | ССО                     |          |
| Mk17 Mod 0                                     |                 | бойова штурмова гвинтівка ССО | 7,62×51 мм НАТО | ССО                     |          |
| M14 SMUD                                       |                 |                               |                 |                         |          |
| автоматична гвинтівка                          | 7,62×51 мм НАТО | ПС                            |                 |                         |          |
| Зняті з озброєння, застарілі, експериментальні |                 |                               |                 |                         |          |
| FN FAL                                         |                 | штурмова гвинтівка            | 7,62×51 мм НАТО |                         |          |
| M16A1                                          |                 | автоматична гвинтівка         | 5,56×45 мм НАТО | 1967-1982               |          |

### Автоматичні карабіни
| Назва    | Фото     | Тип                | Калібр            | На озброєнні             |          |
| У вжитку | У вжитку | У вжитку           | У вжитку          | У вжитку                 | У вжитку |
| -------- | -------- | ------------------ | ----------------- | ------------------------ | -------- |
| HK416    |          | карабін            | 5,56×45 мм НАТО   | ССО                      |          |
| CQBR     |          | штурмова гвинтівка | 5,56×45 мм НАТО   | ССО, БО, ВМС             |          |
| M14      |          | гвинтівка          | 7,62×51 мм НАТО   | Армія, ПС, БО, КМП, ВМС  |          |
| M4       |          | карабін            | 5,56×45 мм НАТО   | Армія, ПС, БО, КМП, ВМС  |          |
| MP5      |          | пістолет-кулемет   | 9×19 мм Парабелум | Армія, ПС, КМП, ВМС, ССО |          |
| MP7      |          | пістолет-кулемет   | 4,6×30 мм         | Армія, ВМС, ССО          |          |

### Гвинтівки
| Назва                                          | Фото     | Тип                   | Калібр                                           | На озброєнні |          |
| У вжитку                                       | У вжитку | У вжитку              | У вжитку                                         | У вжитку     | У вжитку |
| ---------------------------------------------- | -------- | --------------------- | ------------------------------------------------ | ------------ | -------- |
| M1 Garand (E1-E6 and E9-E14)                   |          | самозарядна гвинтівка | .30-06 Springfield/7,62×51 мм НАТО               | КМП, Армія   |          |
| Зняті з озброєння, застарілі, експериментальні |          |                       |                                                  |              |          |
| Johnson M1941                                  |          | самозарядна гвинтівка | .30-06 Springfield/7×57mm Mauser/.270 Winchester | 1941–1945    |          |

### Рушниці
| Назва    | Фото | Тип     | Калібр   | На озброєнні        |
| -------- | ---- | ------- | -------- | ------------------- |
| 500 MILS |      | рушниця | 12-gauge | Армія, ПС, КМП, ВМС |
| M870     |      | рушниця | 12-gauge | Армія, КМП, ВМС     |
| M26 MASS |      | рушниця | 12-gauge | Армія               |

### Снайперські та марксманські гвинтівки
| Назва     | Фото | Тип                                   | Калібр          | На озброєнні             |
| --------- | ---- | ------------------------------------- | --------------- | ------------------------ |
| Mk 14 EBR |      | марксманська гвинтівка                | 7,62×51 мм НАТО | ССО, Армія               |
| SAM-R     |      | марксманська гвинтівка                | 5,56×45 мм НАТО | КМП                      |
| SDM-R     |      | марксманська гвинтівка                | 5,56×45 мм НАТО | Армія                    |
| Mk 12 SPR |      | снайперська /марксманська гвинтівка   | 5,56×45 мм НАТО | ССО                      |
| M110 SASS |      | снайперська /марксманська гвинтівка   | 7,62×51 мм НАТО | Армія (як CSASS), КМП    |
| M24       |      | снайперська гвинтівка                 | 7,62×51 мм НАТО | Армія, ПС, ССО           |
| M107      |      | великокаліберна снайперська гвинтівка | 12,7×99 мм НАТО | Армія, ПС, КМП, ВМС, ССО |

### Кулемети
| Назва   | Фото    | Тип            | Калібр          | На озброєнні        |
| ------- | ------- | -------------- | --------------- | ------------------- |
| M249    | ceneter | легкий кулемет | 5,56×45 мм НАТО | Армія, ПС, КМП, ВМС |
| M27 IAR |         | легкий кулемет | 5,56×45 мм НАТО | КМП                 |

### Гранатомети
| Назва | Фото | Тип                     | Калібр        | На озброєнні        |
| ----- | ---- | ----------------------- | ------------- | ------------------- |
| M203  |      | Підствольний гранатомет | 40-мм гранати | Армія, ПС, КМП, ВМС |